# Душа (оповідання)
Душа — оповідання українського галицького письменника о. Михайла Петрушевича, священника УГКЦ, пароха м. Болехів. Написане 17 грудня 1894 року в Болехові.
Складається з 3-х частин:
- І — приїзд паламаря до мешкання отця-сотрудника із звісткою про хвору помираючу бабусю.
- ІІ — поїздка священника до хворої, її заповіт, смерть, від'їзд священника та паламаря із візником Кайцьом — відомим вар'ятом.
- ІІІ — похорон померлої, діалог священника з візником про душі померлих людей.

Містить багато діалогів, за допомогою яких автор передає вдачу, внутрішній світ персонажів.